# Vila Chã (Alijó)
Vila Chã ist eine Gemeinde (Freguesia) im portugiesischen Kreis Alijó. Die Gemeinde hat eine Fläche von 20,23 km² und beherbergt insgesamt 445 Einwohner (Stand 19. April 2021).
In Ortsnähe liegt die Anta de Fonte Coberta da Chã de Alijó

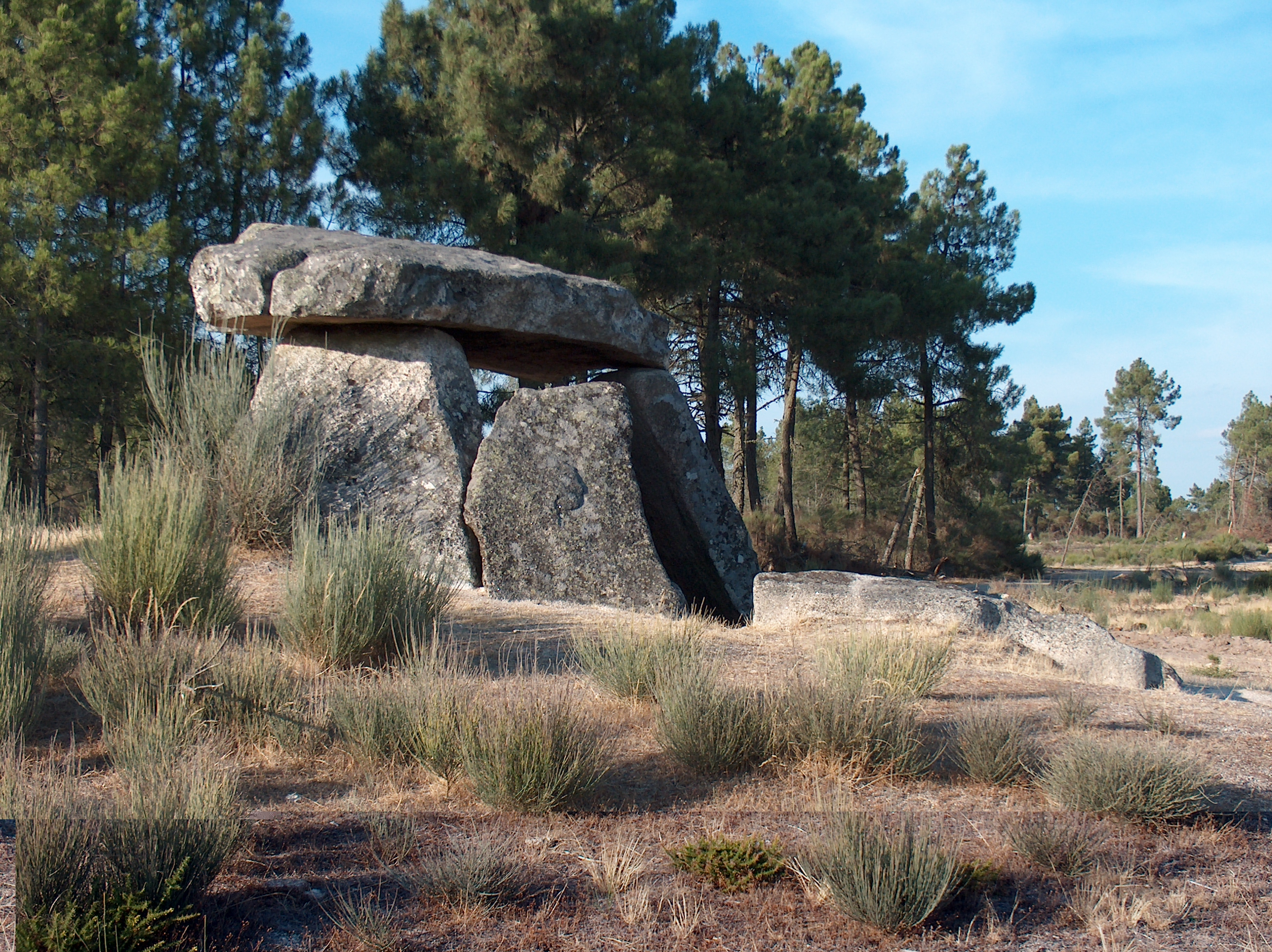
Anta de Fonte Coberta